# 郭雷 (1961年)
郭雷（1961年11月1日—），男，山东淄博人，中华人民共和国控制科学家。

## 生平
1982年，自山东大学数学系毕业，获得学士学位。1984年，自中国科学院系统科学研究所毕业，获得硕士学位。1987年，自中国科学院系统科学研究所毕业，获得博士学位。
1987年6月至1989年5月，在澳大利亚国立大学做博士后。1990年2月至1992年1月，任中国科学院系统科学研究所副研究员。1992年2月起，任中国科学院系统科学研究所研究员。1994年11月至1998年10月，任中国科学院系统科学研究所系统与控制重点实验室副主任。1995年1月至1998年11月，任中国科学院系统科学研究所学术委员会副主任。1998年11月至2002年12月，任中国科学院系统与控制重点实验室主任。1998年12月至2002年12月，任中国科学院系统科学研究所所长。2002年12月至2012年4月，任中国科学院数学与系统科学研究院院长。2010年12月起，任中国科学院国家数学与交叉科学中心主任。2001年当选为中国科学院院士。
他是全国青联第八届、九届常委，2005年出任第十届副主席。1998年至2007年，任第九届、十届全国政协委员。2008年，任第十一届全国人大常委会委员、全国人大外事委员会副主任委员。2013年，任第十二届全国人大常委会委员、全国人大外事委员会副主任委员。2014年2月27日，第十二届全国人民代表大会常务委员会第七次会议通过，决定任命郭雷为第十二届全国人民代表大会常务委员会副秘书长。2018年2月24日，当选为第十三届全国人大代表。2022年2月28日，卸任第十三届全国人民代表大会常务委员会副秘书长。